# اروین کرشنر
اروین کرشنر (انگلیسی: Irvin Kershner; ۲۹ آوریل ۱۹۲۳ – ۲۷ نوامبر ۲۰۱۰) یک کارگردان، تهیه‌کننده و هنرپیشه اهل ایالات متحده آمریکا بود. وی بین سال‌های ۱۹۵۸ تا ۱۹۹۳ میلادی فعالیت می‌کرد.

## گزیدهٔ آثار

### کارگردان
- پلیس آهنی ۲ (۱۹۹۰)
- دیگر هرگز نگو هرگز (۱۹۸۳)
- امپراتوری ضربه می‌زند (۱۹۸۰)
- جاسوس‌ها (۱۹۷۴)

### بازیگر
- روی زمین مرگبار (۱۹۹۴)
- آخرین وسوسه مسیح (۱۹۸۸)

## جوایز و افتخارات
- ۲۰۱۰ - برندهٔ جایزه ساترن بابت یک عمر فعالیت هنری
- ۲۰۰۲ - برندهٔ جایزه کارگردانی برتر در «جشنواره بین‌المللی فیلم فورت لادردیل»
- ۱۹۸۰ - برندهٔ جایزه ساترن بابت بهترین کارگردانی (فیلم «امپراتوری ضربه می‌زند»)
- ۱۹۸۰ - برندهٔ جایزه هوگو بابت بهترین پرداخت دراماتیک (فیلم «امپراتوری ضربه می‌زند»)
- ۱۹۷۶ - نامزد دریافت جایزه امی بابت بهترین کارگردانی دراما (فیلم «حمله به عنتبی»)
- ۱۹۶۱ - برندهٔ جایزه اوسی‌آی‌سی در جشنواره فیلم کن بابت فیلم «کشیش گردن‌کلفت»
- ۱۹۶۱ - نامزد دریافت نخل طلایی در جشنواره فیلم کن بابت فیلم «کشیش گردن‌کلفت»